# Cissa (stolica tytularna)
Cissa (łac. Dioecesis Cissensis) – stolica historycznej diecezji w Istrii istniejącej w czasach starożytnych.
Obecnie katolickie biskupstwo tytularne ustanowione w 1970 przez papieża Pawła VI.

## Biskupi tytularni
| Lp. | Biskup                          | Funkcja                                           | Od                | Do                   |
| --- | ------------------------------- | ------------------------------------------------- | ----------------- | -------------------- |
| 1   | Anastasio Hurtado y Robles      | emerytowany biskup Tepic (Meksyk)                 | 13 lipca 1970     | 31 grudnia 1970      |
| 2   | Eurico Kräutler                 | biskup-prałat Xingu (Brazylia)                    | 26 kwietnia 1971  | 26 maja 1978         |
| 3   | Alan Basil de Lastic            | biskup pomocniczy Kalkuty (Indie)                 | 9 kwietnia 1979   | 2 lipca 1984         |
| 4   | Leo Nowak                       | administrator apostolski Magdeburga (Niemcy)      | 12 lutego 1990    | 27 czerwca 1994      |
| 5   | Gilles Côté                     | biskup pomocniczy Daru-Kiunga (Papua-Nowa Gwinea) | 3 lutego 1995     | 2 stycznia 1999      |
| 6   | András Veres                    | biskup pomocniczy Eger (Węgry)                    | 5 listopada 1999  | 20 czerwca 2006      |
| 7   | Gianfranco Gardin               | urzędnik Kurii Rzymskiej                          | 10 lipca 2006     | 1 listopada 2007     |
| 8   | James Conley                    | biskup pomocniczy Denver (USA)                    | 10 kwietnia 2008  | 14 września 2012     |
| 9   | Gonzalo Alonso Calzada Guerrero | biskup pomocniczy Antequera (Meksyk)              | 20 listopada 2012 | 20 października 2018 |
| 10  | Ante Jozić                      | nuncjusz apostolski                               | 2 lutego 2019     |                      |